# Степанакертский армянский драматический театр
Степанакертский армянский драматический театр (азерб. Stepanakert erməni dram teatrı, арм. Ստեփանակերտի հայկական դրամատիկական թատրոն) имени Ваграма Папазяна (ранее — имени Максима Горького) — театр, действовавший в Степанакерте (Ханкенди) в 1932—2023 годах.

## История
Театр открылся открылся 11 августа 1932 года спектаклем «В кольце» Вагарша Вагаршяна. Основатель театра — актёр и режиссёр Каро Алварян. Первое время труппа театра выступала в городском профсоюзном клубе с залом на 300 мест.
В 1942 году к театру присоединилось несколько актёров из Шушинского государственного колхозно-совхозного театра. В 1949 году труппа театра пополнилась вследствие закрытия Бакинского армянского театра.
В 1950—1952 годах на ул. Вардана Мамиконяна, д. 10 было построено новое здание театра, открывшееся 5 октября 1952 года. Здание построено из базальта в классическом армянском стиле, архитектор — Арам Ширинян, инженер строительства — Тамара Григорьевна Петросян. Согласно другим данным, здание драматического театра было построено в 1956 году, автором же здания являлся архитектор Иван Леонович Вартанесов.
В 1989 году театру было присвоено имя Ваграма Папазяна вместо имени Максима Горького.
2 августа 2001 года здание театра было включено в азербайджанский список памятников истории и культуры местного значения под номером 5015 и названием «здание Государственного драматического театра Ханкенди имени Максима Горького».
В 2023 году в результате ликвидации непризнанной Нагорно-Карабахской Республики (НКР) Степанакерт (Ханкенди) перешёл под контроль Азербайджана, а труппа театра уехала из НКР в Армению.
В октябре — ноябре 2023 года по инициативе нью-йоркской актрисы Карине Кочарян труппа ездила с гастролями по США со спектаклем «С неба упали три яблока» Наринэ Абгарян под режиссурой Кочарян.

## Постановки
В ранние годы в театре ставились спектакли «Дядя Багдасар» Акопа Пароняна (1932), «Намус» Александра Ширванзаде (1934), «Пэпо» Габриела Сундукяна (1937), «На дне» Максима Горького (1932), «Без вины виноватые» Александра Островского (1935), «Отелло» Уильяма Шекспира (1934), «Севиль» Джафара Джаббарлы (1935), «Геворк Марзпетуни» по Мурацану (1942), «Под одной крышей» Гургена Боряна (1958) и другие.
В период НКР выходили в том числе спектакли нагорно-карабахских авторов: «С кем ты?» Баграта Улубабяна, «Язык земли» Баграта Улубабяна и Исаака Алавердяна, «На пути любви», «Ах, любовь» Исаака Алавердяна, «Рассвет в горах», «Великий лориец», «Пылы-Пуги» Вазгена Овяна, «Горящая честь» Абгара Даниеляна, «Твоя любовь — твой дом», «Зеркала», «Арцахская баллада» Вардана Акопяна, «Дед, стреляют» Зинавора Геворкяна, «Мы и наши горы» и «То лач тнавер» Комитаса Даниеляна.
По состоянию на 2012 год в театре было поставлено 415 произведений.

## Директора
- Зинавор Геворкян[арм.] (1976—1986)
- Комитас Даниелян[арм.] (2006—2012)

## Главные режиссёры
- Каро Алварян[арм.] (1932—1935, 1946—1958)[6]
- Иван Аванесян (вкл. 1960)

## Актёры
Народные артисты СССР:
- Маргарита Баласанян[арм.][8] (1988).

Народные артисты Армянской ССР и Республики Армения:
- Арфения Аванесян[арм.] (1982).
- Арташес Арзуманян[арм.][8] (1971).
- Маргарита Баласанян[арм.][8] (1978).
- Георгий Мовсесян (2004).
- Вениамин Овчиян (1990).

Народные артисты Азербайджанской ССР:
- Арташес Арзуманян[арм.] (1954).
- Гурген Арутюнян[арм.][3] (1957).
- Хорен Арутюнян[арм.][3] (1943).
- Нина Асатрян[арм.] (1979).
- Маргарита Баласанян[арм.][8] (1973).
- Зинавор Геворкян[арм.][8] (1979).
- Михаил Корганян[арм.][3] (1960).
- Тамара Мелкумян[арм.][3] (1961).
- Вениамин Овчиян (1973).
- Нина Осипян[3] (1962).

Народные артисты Украины:
- Роман Балаян (1997)

Заслуженные артисты Азербайджанской ССР:
- Аруся Казумян[арм.] (1954).
- Мамикон Микаелян[8] (1982).
- Овсанна Саркисбекян[арм.][3] (1957).
- Ася Симонян[арм.][8] (?)

Заслуженные артисты Армянской ССР и Республики Армения:
- Михаил Арутюнян[арм.] (2004).
- Нина Асатрян[арм.] (1978).
- Самвел Вирабян[арм.] (2005).
- Сусанна Григорян (1979).
- Степанян Джульетта Никитична[арм.] (1991).

Заслуженные деятели искусств Азербайджанской ССР:
- Каро Алварян[арм.] (1954).

## Награды
- Орден Месропа Маштоца (НКР, 2001)[7].